# Austropyrgus halletensis
Austropyrgus halletensis е вид коремоного от семейство Hydrobiidae.

## Разпространение
Видът е разпространен в Южна Австралия.